# جوشكون سوار
جوشكون سوار (ولد في 16 ديسمبر 1943 ، زونغولداك ) ، لاعب كرة القدم ومدرب تركي . عمل بشكل رئيسي مع الفرق الرياضية المتواجدة بمنطقة بحر إيجه كمدرب.

## روابط خارجية
- جوشكون سوار على موقع اتحاد تركيا (لاعب) (الإنجليزية)
- جوشكون سوار على موقع اتحاد تركيا (مدرب) (الإنجليزية)